# Le Vieux-Bourg
Le Vieux-Bourg è un comune francese di 755 abitanti situato nel dipartimento delle Côtes-d'Armor nella regione della Bretagna.

## Società

### Evoluzione demografica
Abitanti censiti